# George Springer (mathématicien)
Pour les articles homonymes, voir George Springer et Springer.
George Springer (né le 3 septembre 1924 à Cleveland et mort 18 février 2019 à Newton) est un mathématicien et informaticien américain.

## Carrière
Springer étudie à l'université Case Western Reserve (alors Case Institute of Technology) avec un baccalauréat en 1945 et à l'université Brown avec une maîtrise en 1946. Il obtient son doctorat sous la direction de Lars Valerian Ahlfors à l'université Harvard en 1949 (The Coefficient Problem for Univalent Mappings of the Exterior of the Unit Circle). De 1949 à 1951, il est C.L.E. Moore Instructor au Massachusetts Institute of Technology. De 1951 à 1954, il est professeur assistant à l'université Northwestern et en 1954-55 il est lecteur Fulbright et professeur invité à l'université de Münster auprès de Heinrich Behnke. À partir de 1955, il est professeur associé puis professeur titulaire à l'université du Kansas. En 1961-62, il est lecteur Fulbright et professeur invité à l'université de Wurtzbourg et en 1961 professeur invité à São Paulo.
À partir de 1964, il est professeur de mathématiques et à partir de 1987 professeur d'informatique à l'université de l'Indiana à Bloomington. De 1967 à 1981, il est directeur de la faculté de mathématiques et de 1973 à 1980, il est doyen adjoint de l'université (doyen associé à la recherche et au développement) et de 1980 à 1982 doyen par intérim à la recherche et au développement des cycles gradués.
En 1971-72, il est professeur invité à l'Imperial College London.

## Recherche
Georges Springer commence par des recherches en théorie des fonctions en une et plusieurs variables complexes ;  et a écrit un manuel sur les surfaces de Riemann . Il s'oriente ensuite vers l'informatique, où travaille sur des langages de programmation et notamment le langage Scheme.

## Publications (sélection)
- George Springer, Einführung in die Topologie, Aschendorffsche Verlagsbuchhandlung, 1955, 192 p.
- George Springer, Introduction to Riemann surfaces, Chelsea (1re édition Addison Wesley 1957, 3e édition American Mathematical Society, 2001), 1981, 2e éd., VIII + 309[2]

- George Springer et Daniel P. Friedman, Scheme and the art of programming, MIT Press, coll. « The MIT electrical engineering and computer science series », 1994, 4e éd. (ISBN 978-0-262-19288-0 et 978-0-07-060522-0)